# シクロペンテノン
2-シクロペンテノンは、化学式 C5H6O で表されるケトンである。構造はシクロペンタノンに類似しているが、環系に α-β不飽和機能がある。2-シクロペンテノンは、ケトンとアルケンの 2種類の官能基を有する無色の液体である。シクロペンテノンという用語は、シクロペンテノン部分がより大きな分子のサブユニットである構造要素を指す場合もある。シクロペンテノン構造は、ジャスモン、アフラトキシン、いくつかのプロスタグランジンのような多くの天然物中に含まれる。 

## 合成
2-シクロペンテノンは、いろいろの方法で合成することができる。ルートの 1つは、炭酸リチウムを使用した α-ブロモシクロペンタノンの臭化水素除去反応を含む。および以下に示すように、不飽和ジエステルのクライゼン縮合-脱炭酸-異性化の順次反応である。
シクロペンタンジオールの酸触媒脱水によっても、シクロペンテノンが得られる。
官能基として、2-シクロペンテノンの合成は、ジビニルケトンからのナザロフ環化反応、シクロペンタノンからの三枝 (さえぐさ)・伊藤酸化、対応するジエンからの閉環メタセシス、酸化、 対応する環状アリルアルコール、およびアルケン、アルキン、および一酸化炭素からのポーソン・カンド反応など他のさまざまな方法で行われる。

## 反応
エノンとして、2-シクロペンテノンは、求核共役付加反応、森田・ベイリス・ヒルマン反応、マイケル付加などの α-β不飽和ケトンの典型的な反応を起こす。シクロペンテノンは、ディールス・アルダー反応において優れたジエノフィルとしても機能し、さまざまなジエンと反応する。 1例として、ダニシェフスキージエンをシクロペンテノンと反応させて、コリオリン (coriolin) の合成の過程で縮合三環系を生成する
。 

## 存在
シクロペンテノンは、圧力調理した豚レバーに水蒸気蒸留と連続溶媒抽出を同時に行うことにより分離される。

## 関連文献
- 銅金巌、山近洋、南井正好「シクロペンテノン類の工業的製法」『有機合成化学協会誌』第41巻第10号、有機合成化学協会、1983年、896-903頁、doi:10.5059/yukigoseikyokaishi.41.896。